# Wellfleet Bay Wildlife Sanctuary

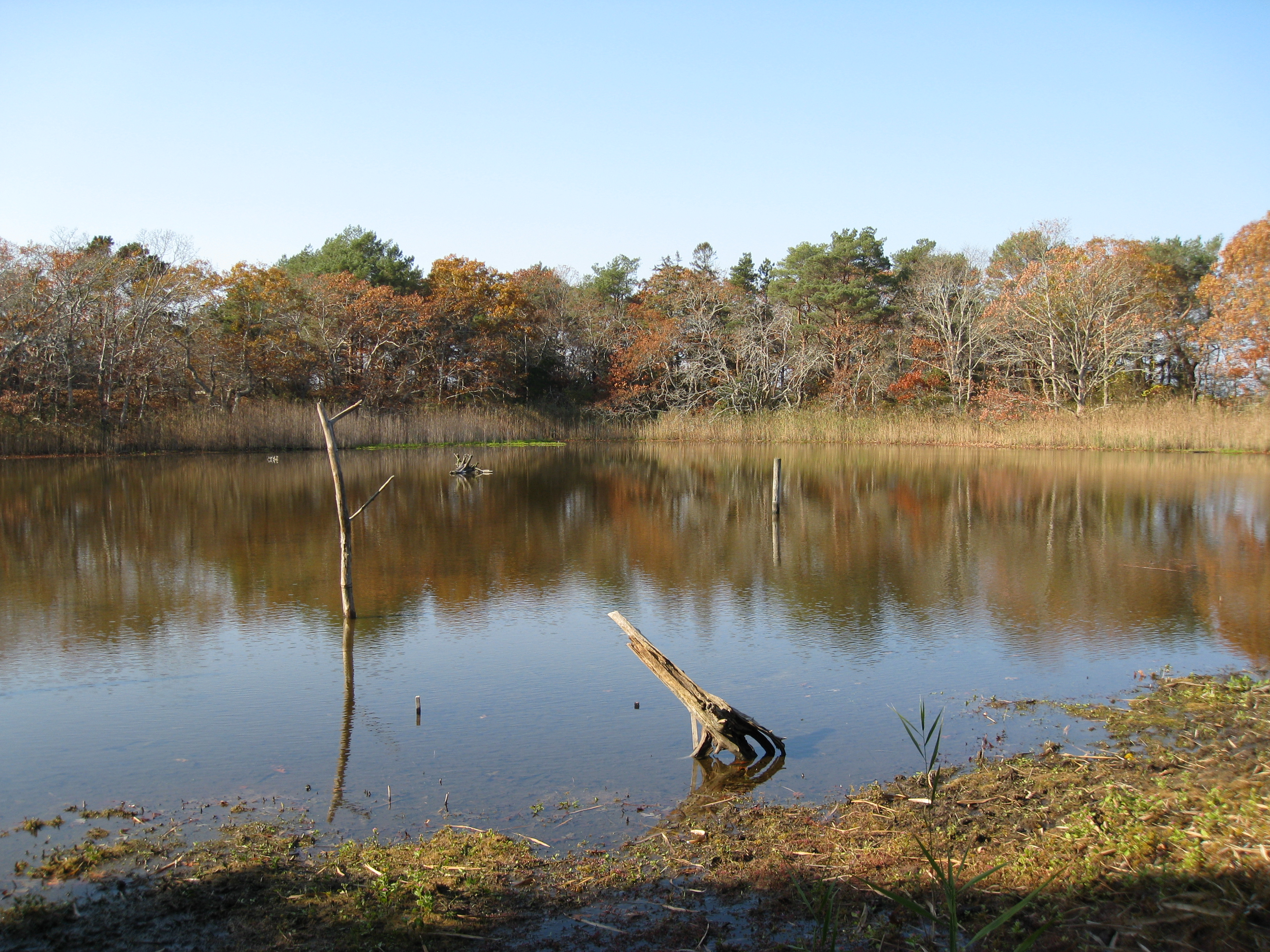
Wellfleet Bay Wildlife Sanctuary (2009)

Das Wellfleet Bay Wildlife Sanctuary ist ein 937 Acres (3,8 km²) umfassendes Schutzgebiet bei Wellfleet im Bundesstaat Massachusetts der Vereinigten Staaten. Es wird von der Massachusetts Audubon Society verwaltet.

## Schutzgebiet
Das an der Küste gelegene Schutzgebiet umfasst Salzwiesen, sandige Strandwälle und Waldgebiete und bietet so einen Lebensraum für eine große Vielfalt an Pflanzen und Tieren wie Winkerkrabben und Grünreiher. Besuchern stehen 5 mi (8 km) Wanderwege zur Verfügung, wovon 0,5 mi (0,8 km) barrierefrei zugänglich sind. Im Schutzgebiet werden außerdem Programme zur Erforschung und zum Schutz bedrohter Tierarten durchgeführt.